# Namibia en los Juegos Paralímpicos de Pekín 2008
Namibia estuvo representada en los Juegos Paralímpicos de Pekín 2008 por un deportista masculino.

## Medallistas
El equipo paralímpico namibio obtuvo las siguientes medallas:
| Nombre          | Deporte   | Evento                 |
| --------------- | --------- | ---------------------- |
| Oro             |           |                        |
| —               |           |                        |
| Plata           |           |                        |
| —               |           |                        |
| Bronce          |           |                        |
| Reginald Benade | Atletismo | Disco F35/36 masculino |